# Missa in Bes (Haydn)
Joseph Haydn schreef een drietal missen in Bes (zie ook Missen van Joseph Haydn):
- Missa in Bes, Hob. XXII:12 (bijgenaamd Theresienmesse of Theresiamis; voor sopraan, alt, tenor en bas, koor, orkest en orgel), gecomponeerd in 1799
- Missa in Bes, Hob. XXII:13 (bijgenaamd Schöpfungsmesse; voor sopraan, alt, tenor en bas, koor, orkest en orgel), gecomponeerd tussen 28 juli en 11 september 1801
- Missa in Bes, Hob. XXII:14 (bijgenaamd Harmoniemesse; voor sopraan, alt, tenor en bas, koor, orkest en orgel), gecomponeerd in 1802